# The Man and the Journey Tour
The Man and the Journey Tour – krótka europejska trasa koncertowa grupy Pink Floyd, która odbyła się w 1969 r. Obejmowała 5 koncertów w Anglii i 1 w Holandii.

## Program koncertów
Na koncertach były grane wszystkie utwory z płyty The Man and the Journey. Zespół bisował na koncertach w Sheffield i Manchesterze; bis stanowiły kompozycje z wcześniejszych albumów.
Setlista "The Man and the Journey" obejmuje:
Set pierwszy (The Man)
1. "Daybreak" ("Grantchester Meadows)
2. "Work" (instrumenty perkusyjne, wibrafon i efekty dźwiękowe)
3. "Teatime" (zespół w tym czasie serwują herbatę na scenie)
4. "Afternoon" ("Biding My Time")
5. "Doing It!" (solo perkusyjne, gong, organy Farfisa i efekty dźwiękowe)
6. "Sleep" ("Quicksilver")
7. "Nightmare" ("Cymbaline")
8. "Labyrinth"  (sygnał budzika i dźwięki tykania)

Set drugi (The Journey)
1. "The Beginning" ("Green is the Colour")
2. "Beset By Creatures of the Deep" ("Careful With That Axe, Eugene")
3. "The Narrow Way" ("The Narrow Way, Part 3")
4. "The Pink Jungle" ("Pow R. Toc H.")
5. "The Labyrinths of Auximines" (sekcja instrumentalna z "Let There Be More Light")
6. "Behold the Temple of Light" (intro do "The Narrow Way, Part 3")
7. "The End of the Beginning" (czwarta część "A Saucerful of Secrets" - "Celestial Voices")

Bis
1. "Interstellar Overdrive"
2. "Set the Controls for the Heart of the Sun"

## Lista koncertów
- 14 kwietnia – Londyn, Anglia – Royal Festival Hall
- 24 maja – Sheffield, Anglia – Sheffield City Hall
- 30 maja – Croydon, Anglia – Fairfield Hall
- 22 czerwca – Manchester, Anglia – Free Trade Hall
- 26 czerwca – Londyn, Anglia – Royal Albert Hall
- 17 września – Amsterdam, Holandia – Concertgebouw

## Muzycy
- David Gilmour – gitara prowadząca, wokal
- Roger Waters – gitara basowa, wokal
- Richard Wright – keyboardy, wokal
- Nick Mason – perkusja